# Warabi
Warabi (蕨市, Warabi-shi) est une ville située dans la préfecture de Saitama, au Japon.

## Géographie

### Situation
Warabi est située dans le sud de la préfecture de Saitama.

### Démographie
En 2011, la population de la ville de Warabi était de 71 622 habitants répartis sur une superficie de 5,11 km2. En août 2023, elle était de 75 536 habitants. Warabi est connue pour être l'endroit où la densité de population est la plus élevée du Japon : 14 782 hab./km2.

### Climat
Warabi a un climat subtropical humide caractérisé par des étés chauds et des hivers frais avec des chutes de neige légères ou inexistantes. La température annuelle moyenne est de 14,8 °C. Les précipitations annuelles moyennes sont de 1 482 mm, septembre étant le mois le plus humide.

## Histoire
Warabi était à l'origine une jōkamachi (ville-château) construite durant l'époque Sengoku pour la famille Shibukawa. Durant l'époque d'Edo, elle devient une station du Nakasendō, Warabi-shuku.
Le bourg moderne de Warabi est créé le 1er avril 1889. Il obtient le statut de ville le 1er avril 1959.

## Transports
La ville est desservie par la ligne Keihin-Tōhoku de la JR East à la gare de Warabi.

## Jumelage
Warabi est jumelée avec le Comté d'El Dorado aux États-Unis. Elle a également un traité d'amitié avec Linden en Allemagne.

## Personnalités liées à la municipalité
- Kuniyoshi Kaneko (1936-2015), peintre
- Hidetaka Yoshioka (né en 1970), acteur
- Kotarō Suzuki (né en 1978), catcheur
- Gen Hoshino (né en 1981), auteur-compositeur-interprète
- Yana Toboso (né en 1984), mangaka
- Sakiko Matsui (née en 1990), chanteuse